# Josué Cifuentes
Josué Cifuentes (10 de octubre de 1995, Guayas, Ecuador) es un futbolista ecuatoriano. Juega de Mediocampista y su equipo actual es el Barcelona S.C. de la Serie A de Ecuador.

## Clubes
| Club              | País    | Año           |
| ----------------- | ------- | ------------- |
| L.D. Estudiantil  | Ecuador | 2007-2012     |
| Liga de Loja      | Ecuador | 2013          |
| Norte América     | Ecuador | 2013          |
| Deportivo Azogues | Ecuador | 2014          |
| L.D. Estudiantil  | Ecuador | 2015          |
| Toreros F.C.      | Ecuador | 2016          |
| Barcelona S.C.    | Ecuador | 2017-presente |

- Datos: Q30916762